# Priesterbruderschaft der Diözesanarbeiter des Heiligsten Herzens Jesu

Priesterbruderschaft der Diözesanarbeiter des Heiligsten Herzens Jesu (Logo)

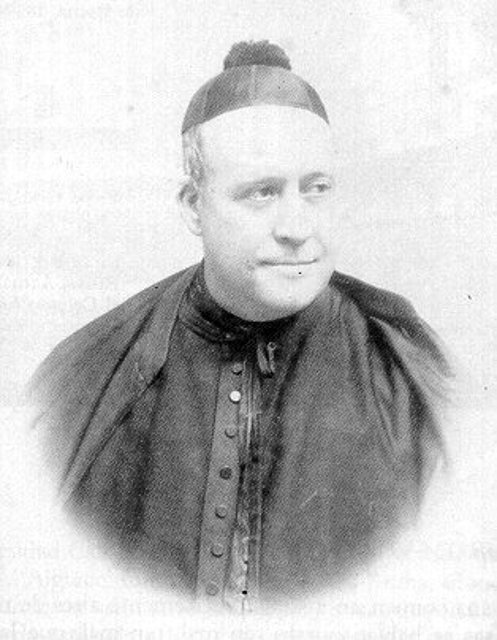
Ordensgründer Domingo y Sol (um 1890)

Die Priesterbruderschaft der Diözesanarbeiter des Heiligsten Herzens Jesu (spanisch Fraternidad de sacerdotes obreros diocesanos del Sagrado Corazón de Jesús; lateinisch Sodalitas Sacerdotum Operariorum Dioecesanorum a Corde Iesu kurz SOD) ist eine internationale katholische Klerikervereinigung und Institut päpstlichen Rechts.
Die Bruderschaft wurde am 29. Januar 1883 in der katalanischen Bischofsstadt Tortosa von dem spanischen Priester Manuel Domingo y Sol (1836–1909) gegründet. Ziel war es, kirchliche Berufungen zu fördern und das zu diesem Zweck von Domingo y Sol gegründete Priesterkolleg St. Joseph zu leiten. Bald entstanden weitere Seminare unter dem Patronat des Heiligen Joseph, die von den Sodalen der Bruderschaft in Valencia, Murcia und Orihuela geleitet wurden.
Das Institut wurde am 1. Januar 1886 durch den Bischof von Tortosa kanonisch errichtet und erhielt am 1. August 1898 das päpstliche Lobdekret; am 19. März 1927 wurde es vom Heiligen Stuhl als Gesellschaft apostolischen Lebens ohne Gelübde anerkannt.
Die Angehörigen der Gemeinschaft breiteten sich auch außerhalb der Iberischen Halbinsel aus in Mexiko, Uruguay, Argentinien und Peru. Am 23. März 1935 wurde es in ein Säkularinstitut umgewandelt und als solches am 19. März 1952 erneut vom Heiligen Stuhl approbiert. Von diesem Zeitpunkt an übernahmen die Mitglieder des Instituts neben der Unterrichtstätigkeit in den Seminaren auch die Leitung von Berufsberatungszentren. Am 11. Januar 2008 erteilte Papst Benedikt XVI. der Kongregation für den Klerus das Privileg, auch öffentlichen Vereinigungen die Befugnis zu erteilen, Mitglieder zu inkardinieren. Diözesanpriester, die nicht mehr in der Form eines weltlichen Instituts arbeiten, erhielten die Anerkennung als öffentliche kirchliche Vereinigung.
Die Ziele des Instituts sind die Förderung, Unterstützung und Begleitung kirchlicher und religiöser Berufe, christliche Erziehung junger Menschen, Verbreitung der Verehrung des Heiligsten Herzens Jesu und der sühnenden und wiederherstellenden Spiritualität. Die Bruderschaft hat etwa 250 Mitglieder und ist in Spanien, Italien, Deutschland, Argentinien, Mexiko, Venezuela, den Vereinigten Staaten von Amerika, Sambia und Simbabwe vertreten.
Generaloberer ist Florencio Abajo; der Hauptsitz des Ordens befindet sich in der Vía della Cava Aurelia 145 in Rom.

## Persönlichkeiten
- Ramón José Viloria Pinzón SOD (1959–2022), venezolanischer Bischof von Puerto Cabello
- Ángel Pérez Pueyo (1956- )
- Rutilio Del Riego Jáñez (1940- )
- Jesús Pulido Arriero (1965- )
- Eduardo Gonzalo Redondo Castanera (1967- )
- Cipriano Calderón Polo (1927–2009)
- Jaime Flores Martin (1906–1974)